# دوغ غيليسبي
دوغ غيليسبي (بالإنجليزية: Doug Gillespie)‏ هو لاعب كرة قدم أسترالية أسترالي، ولد في 13 ديسمبر 1887 في Parkville, Victoria ‏ في أستراليا، وتوفي في 6 يناير 1947 في Malvern East, Victoria ‏ في أستراليا.

## وصلات خارجية
- دوغ غيليسبي على موقع AustralianFootball.com (الإنجليزية)
- دوغ غيليسبي على موقع AFLtables.com (الإنجليزية)